# After-Work-Party
Eine After-Work-Party ist eine offene gesellschaftliche (Tanz)-Veranstaltung an Werktagen, die in einigen Diskotheken oder Clubs am frühen Abend angeboten wird. Auch andere Veranstaltungsorte wie Lounges oder Restaurants sind möglich. After-Work-Partys wenden sich an die Zielgruppe der jungen Arbeitnehmer und Selbständigen in „modernen“ Branchen wie Beratung, Werbung oder Medien und suggerieren so allen Teilnehmern auch aus anderen Branchen, selbst modern und dynamisch zu sein. Dress-Code der Party-Gänger ist daher in der Regel legere Geschäftskleidung.

## Sprachliches
Der Begriff After-Work-Party kam um oder nach dem Jahr 2000 im deutschen Sprachraum auf, der Duden buchte das Wort erstmals 2003. Im Englischen ist er unbekannt, es handelt sich mithin um einen Scheinanglizismus. Ähnliches gilt für die After-Show-Party (eine Feier nach einer Veranstaltung, die „Party danach“).

## Zielgruppe
In der Zielgruppe bestehen wenig feste soziale Bindungen, insbesondere kaum familiäre Verpflichtungen nach dem Arbeitstag. Der Abend wird daher meist in der Öffentlichkeit verbracht; andererseits wird morgens ein pünktliches Erscheinen am Arbeitsplatz erwartet. Da klassische Partys meist erst gegen 22 oder 23 Uhr beginnen, füllen die After-Work-Partys mit einem Beginn zwischen 18 und 20 Uhr diese Lücke im Veranstaltungsangebot. Für die Diskotheken bieten After-Work-Partys eine Möglichkeit, die Räume zu einer Zeit zu nutzen, zu der ansonsten kaum Publikum erwartet wird.
Unternehmen nutzen gerne After-Work-Partys, um den inneren Zusammenhalt der Firma zu stärken oder die synergetischen Effekte interdisziplinärer Kommunikation und die Kreativität besser nutzen zu können, da Mitarbeiter aus verschiedenen Fachabteilungen bei gesellschaftlichen Anlässen auch nach Arbeitsende über ihre Probleme und Aufgaben sprechen. In gelöster Atmosphäre sollen so Lösungen entstehen, die bei normaler Büroarbeit nicht möglich wären.
Manche After-Work-Partys und Lounges bieten auch ruhige Orte zur Entspannung. Ein anderer Trend geht zur Work-Sport-Balance, um die Bürotätigkeit mit genügend Zeit und Motivation zur körperlichen Betätigung zu verbinden.